# 1479 Inkeri
1479 Inkeri (1938 DE) là một tiểu hành tinh vành đai chính được phát hiện ngày 16 tháng 2 năm 1938 bởi Vaisala, Y. ở Turku.